# Stefano Scodanibbio
Stefano Scodanibbio (* 18. Juni 1956 in Macerata, Italien; † 8. Januar 2012 in Cuernavaca, Mexiko) war ein italienischer Kontrabassist und Komponist.

## Leben
Scodanibbio, 1956 in Macerata geboren, galt als einer der bedeutendsten Kontrabassisten der Gegenwart. Durch neu entwickelte Techniken erweiterte er die Möglichkeiten des Instruments in einem vorher nicht für möglich gehaltenen Ausmaß sowohl hinsichtlich der Tonhöhe als auch der Klangfarben. John Cage bezeichnete ihn als den außergewöhnlichsten Kontrabassisten, den er je gehört habe; wie er erkundeten auch Brian Ferneyhough und Luigi Nono die durch Scodanibbios Spiel eröffneten Möglichkeiten der Oktavflageolett-Harmonien weiter. Komponisten wie Sylvano Bussotti, Franco Donatoni, Julio Estrada, Brian Ferneyhough, Fred Frith, Vinko Globokar, Salvatore Sciarrino und Iannis Xenakis schrieben Werke für ihn.
Lange arbeitete er mit den Komponisten Giacinto Scelsi und Luigi Nono zusammen. Luciano Berios Sequenza XIV übersetzte er 2002 vom Cello auf den Kontrabass. Er trat regelmäßig im Duo mit Rohan de Saram, mit Terry Riley und auch mit Markus Stockhausen auf. Große Aufmerksamkeit fanden auch seine Auftritte mit dem experimentellen Dichter Edoardo Sanguineti.
1983 gründete er in seinem Geburtsort das Rassegna di Nuova Musica, ein Festival für zeitgenössische Musik, das er seitdem leitete. Seit 1996 unterrichtete er Kontrabass bei den Ferienkursen für neue Musik in Darmstadt.
Scodanibbio komponierte Werke für Kontrabass solo (u. a. Sei studi) und für andere Streichinstrumente in verschiedenen Kombinationen, mehrere Streichquartette, Stücke für Gitarre, ein Ballett, eine Musik für ein Hörspiel, Alfabeto apocalittico für Rezitator und Kontrabass sowie das Musiktheaterstück Il cielo sulla terra für zwei Tänzer, fünfzehn Kinder, zehn Musiker, elektronische Instrumente und Video.

## Rezeption
Pressestimmen
- FonoForum 08/11: „Mit geradezu analytischer Gründlichkeit lotet der italienische Kontrabassist und Komponist Stefano Scodanibbio seit über 30 Jahren die Klangmöglichkeiten seines Instrumentes aus. Wie eine Enzyklopädie modernen Kontrabassspiels kommt Oltracuidansa (1997/2001) daher, ein einstündiges Solo ohne virtuose Effekthascherei, das sich per Tonband in bis zu neun verschiedene Einzelstimmen auffächert. Normale Tongebung ist in diesem polyphonen Klangkontinuum absolute Ausnahme, stattdessen lässt es Scodanibbio im Willen, ‚tief in die Eingeweide des Instrumentes‘ abzutauchen, kräftig rauschen, pfeifen, grummeln und ächzen. Man mag kaum glauben, dass hier keine elektronische Klangverfremdung am Werk ist. Ist aber nicht...“

- P. Korfmacher in KLASSIK heute 8/98: „Diese CD mit ihrer treibenden Ruhe, den immer neuen Mischungen des Oberton-Kosmos in A schreit nach mehr. Und wenn nach nur knapp 46 Minuten die CD abgespielt ist, wünscht man sich, der Titel des Werkes, an dem der Komponist und Interpret zwischen 1979 und 1997 immer wieder feilte, würde wahr, und es hätte tatsächlich nie ein Ende mit dieser atmenden Kraft aus der Tiefe.“

## Einspielungen (Auswahl)
- 1998: Voyage That Never Ends
- 2000: Geographia amorosa (6 Etüden für Kontrabaß) (col legno)
- 2005: Terry Riley/Stefano Scodanibbio Diamond Fiddle Language (Wergo, rec. 1998–2000)
- 2006: My New Address mit Magnus Andersson, Mario Caroli, Elena Casoli, Jürgen Ruck, Rohan de Saram, Francesco D’Orazio, Ian Pace (Stradivarius)
- 2010: Oltracuidansa (Mode, rec. 1997)
- 2012: Reinventions mit Quartetto Prometeo (ECM)
- 2014: Mark Dresser, John Eckhardt, Sebastian Gramss, Barry Guy, Christine Hoock, Joëlle Léandre, Dieter Manderscheid, Barre Phillips, Daniele Roccato, Tetsu Saitoh, Håkon Thelin, Stefano Scodanibbio Thinking of... (Wergo)
- 2014: Håkon Thelin & Stefano Scodanibbio à Stefano Scodanibbio (Atterklang)[3]